# Dellingr
Dellingr (em nórdico antigo possivelmente "a aurora" ou "aquele que brilha") é um deus da mitologia nórdica. Dellingr é atestado na Edda em verso, compilada a partir de fontes tradicionais antes do século XIII, e na Edda em prosa, escrita no século XIII por Snorri Sturluson. Em ambas as fontes, Dellingr é descrito como o pai da Dagr(a personificação do dia). A Edda em prosa acrescenta que, dependendo da variação de manuscritos, ele seja o terceiro marido de Nótt (a personificação da noite), ou o marido de Jörð, (a personificação da Terra). Dellingr também é atestado na lendária saga Hervarar saga ok Heiðreks konungs. Estudiosos propuseram que Dellingr é a personificação do amanhecer, e seu nome pode aparecer tanto em um sobrenome inglês ou em um nome de cidade.

## Atestados

### Edda em verso
Dellingr é referenciado nos poemas Vafþrúðnismál e Hávamál da Edda em verso. Na estrofe 24 de Vafþrúðnismál, o deus Odin (disfarçada de "Gagnráðr") pergunta ao jötunn Vafþrúðnir de onde chega o dia, e a noite e suas marés. Na estrofe 25, Vafþrúðnir responde:

| Tradução de Benjamin Thorpe: Dellingr hight he who the day's father is, but night was of Nörvi born; the new and waning moons the beneficient powers created, to count the years for men. | Tradução literal em português: Altíssimo Dellingr, que é o pai do dia, mas a noite nascida de Nörvi, as luas nova e minguante os poderes beneficentes criaram para contar os anos para os homens. |  |

Em Hávamál, o anão Þjóðrœrir é indicado por ter recebido um feitiço sem um nome diante das "portas de Dellingr":

| Tradução de Benjamin Thorpe: For the fifteenth I know what the dwarf Thiodreyrir sang before Dellingr's doors. Strength he sang to the Æsir, and to the Alfar prosperity, wisdom to Hroptatyr. | Tradução literal em português: Para o décimo quinto eu sei o que o anão Thiodreyrir cantou diante das portas de Dellingr. Cantou força para Æsir, e prosperidade para Alfar, sabedoria para Hroptatyr. |  |

No poema Fjölsvinnsmál, Svipdagr pergunta: "qual dos deuses criou a sala tão grandiosa que eu contemplo?" Fjölsviðr responde com uma lista de nomes, incluindo Dellingr. Em uma estrofe do poema Hrafnagaldr Óðins, o aparecimento de Dagr em seu cavalo e carruagem são descritos, e Dagr se é referido como "o filho de Dellingr".

### Edda em prosa
No capítulo 10 do livro Gylfaginning da Edda em prosa, a figura entronizada do Altíssimo declara que Dellingr é um deus e o terceiro marido de Nótt. Dagr, o filho do casal, é descrito como "tão brilhante e belo como o povo de seu pai". Odin tomou Dagr e sua mãe Nótt, deu a cada um deles uma carruagem e um cavalo e os colocou no céu para cavalgarem em torno da Terra a cada 24 horas.
No entanto, o estudioso Haukur Thorgeirsson aponta que os quatro manuscritos de Gylfaginning variam em suas descrições das relações familiares entre Nótt, Jörð, Dagr, e Dellingr. Em outras palavras, dependendo do manuscrito, ou Jörð ou Nótt é a mãe de Dagr e parceira de Dellingr. Haukur detalha que "o manuscrito mais antigo, U, oferece uma versão onde Jǫrð é a esposa de Dellingr e mãe de Dagr enquanto os outros manuscritos, R, W e T, citam Nótt no papel de esposa de Dellingr e mãe de Dagr", e argumenta que "a versão em U surgiu acidentalmente quando o escritor de U ou seu antecedente encurtou um texto semelhante ao de RWT. Os resultados deste acidente entraram na tradição poética islandesa".

### Hervarar saga ok Heiðreks
Cinco enigmas encontrados no poema Heiðreks gátur contidos na lendária saga de Hervarar saga ok Heiðreks konungs empregam a expressão "portas de Dellingr" (em nórdico antigo Dellings duro) uma vez a cada. Por exemplo, em uma estrofe, onde a expressão é usada por Gestumblindi (Odin disfarçado) coloca a seguinte charada:

| Tradução de Christopher Tolkien: What strange marvel did I see without, in front of Dellingr's door; its head turning to Helgardh downward, but its feet ever seek the sun? This riddle ponder, O prince Heidrek! | Tradução literal em português: Qual estranha maravilha eu vi lá fora, diante da porta de Dellingr: sua cabeça baixa, voltada para Helgardh, mas seus pés sempre à procura do sol? Medita sobre este enigma, oh príncipe Heidrek! |  |
'O enigma é bom, Gestumblindi', disse o rei, 'eu adivinhei-o. É o alho-porro, a sua cabeça é direita no chão, mas se bifurca à medida que cresce.'

## Teorias
Jacob Grimm acrescenta que o sufixo "ling" provavelmente se refere a descendência, e que devido a isso Dellingr pode ter sido "o pai de Dagr" ou que a ordem sucessória foi revertida, o que Grimm declara acontece frequentemente nas antigas genealogias. Benjamin Thorpe diz que Dellingr pode ter sido a personificação da aurora, similarmente ao seu filho Dagr, a personificação do dia.
Em relação à referência "da porta de Dellingr" como usado em Hervarar saga ok Heiðreks konungs, Christopher Tolkien cita que:

É impossível dizer o que essa frase significa para o criador desses enigmas. Em Hávamál 160 fala-se que o anão Thjódrørir cantou diante das portas de Delling, que (tendo em vista o fato de Delling ser o pai de Dagr (dia) em Vafþrúðnismál 25) pode significar que ele deu o aviso ao seu povo que o Sol estava nascendo, e eles devem retornar às suas casas escuras, a frase, então, praticamente significa "ao nascer do sol". Em relação a dǫglings para Dellingr em H, os Dǫglingar eram descendentes de Dagr (de acordo com 183 da Edda em prosa).

John Lindow diz que existe alguma confusão sobre a referência a Dellingr em Hávamál. Fala que "as portas de Dellingr" podem ser uma metáfora para o nascer do Sol ou a referência pode referir-se ao anão de mesmo nome.
O nome de família inglês Dallinger foi teorizado como derivando de Dellingr. O nome da cidade inglesa de Dalbury (sul de Derbyshire) deriva de Dellingeberie, que em si deriva de Dellingr.